# Papestra impolita
Papestra impolita là một loài bướm đêm trong họ Noctuidae.